# Sara Fratini
Pour l’article homonyme, voir Fratini.
 (juin 2021).
La mise en forme du texte ne suit pas les recommandations de Wikipédia : il faut le « wikifier ».
Les points d'amélioration suivants sont les cas les plus fréquents. Le détail des points à revoir est peut-être précisé sur la page de discussion.
- Les titres sont pré-formatés par le logiciel. Ils ne sont ni en capitales, ni en gras.
- Le texte ne doit pas être écrit en capitales (les noms de famille non plus), ni en gras, ni en italique, ni en « petit »…
- Le gras n'est utilisé que pour surligner le titre de l'article dans l'introduction, une seule fois.
- L'italique est rarement utilisé : mots en langue étrangère, titres d'œuvres, noms de bateaux, etc.
- Les citations ne sont pas en italique mais en corps de texte normal. Elles sont entourées par des guillemets français : « et ».
- Les listes à puces sont à éviter, des paragraphes rédigés étant largement préférés. Les tableaux sont à réserver à la présentation de données structurées (résultats, etc.).
- Les appels de note de bas de page (petits chiffres en exposant, introduits par l'outil «  Source ») sont à placer entre la fin de phrase et le point final[comme ça].
- Les liens internes (vers d'autres articles de Wikipédia) sont à choisir avec parcimonie. Créez des liens vers des articles approfondissant le sujet. Les termes génériques sans rapport avec le sujet sont à éviter, ainsi que les répétitions de liens vers un même terme.
- Les liens externes sont à placer uniquement dans une section « Liens externes », à la fin de l'article. Ces liens sont à choisir avec parcimonie suivant les règles définies. Si un lien sert de source à l'article, son insertion dans le texte est à faire par les notes de bas de page.
- La présentation des références doit suivre les conventions bibliographiques. Il est recommandé d'utiliser les modèles {{Ouvrage}}, {{Chapitre}}, {{Article}}, {{Lien web}} et/ou {{Bibliographie}}. Le mode d'édition visuel peut mettre en forme automatiquement les références.
- Insérer une infobox (cadre d'informations à droite) n'est pas obligatoire pour parachever la mise en page.

Pour une aide détaillée, merci de consulter Aide:Wikification.
Si vous pensez que ces points ont été résolus, vous pouvez retirer ce bandeau et améliorer la mise en forme d'un autre article.
Sara Isolina Fratini Sanoja
Sara Fratini (Puerto Ordaz, Venezuela, 1985) est une dessinatrice, une illustratrice, artiste de rue et manager des organisations culturelles vénézuélienne connue pour ses dessins au traits noir et ses personnages distinctifs.

## Biographie
Elle est née à Puerto Ordaz (Venezuela) en 1985, où elle a vécu jusqu'à ce qu'elle s'installe en Espagne pour étudier les beaux-arts à l'université Complutense de Madrid. En 2012, elle s'est installée en Italie pour continuer à dessiner. Elle a commencé à travailler pour le Festival International de cinéma La Guarimba, où elle organise chaque année une exposition d'affiches d'artistes du monde entier. Depuis 2016, elle promeut également le festival Cinemambulante à Amantea. Grâce à la diffusion de son travail sur les réseaux sociaux tels que Facebook, Instagram et Twitter, elle a fait connaître ses illustrations et a ainsi obtenu un contact avec sa première maison d'édition.

## Style artistique
Ses œuvres sont caractérisées par l'utilisation de lignes noires sur des fonds blancs avec une touche de couleur comme le rose ou le rouge. Dans ses illustrations, on remarque un personnage féminin aux courbes larges et aux cheveux en bataille (les cheveux longs étant associés aux souvenirs).
À travers ses œuvres, elle vise une critique sociale des canons de beauté établis et de la pression sociale imposée par la publicité, en dessinant de "vraies femmes" avec des courbes, des joies et des peurs, issues du féminisme qui luttent pour l'égalité,,.

## Travail
Fratini a fait connaître ses œuvres par le biais des réseaux sociaux.
En 2015, la maison d'édition Lumen a publié son premier livre d'illustrations, intitulé La buena vida, où son personnage emblématique, une femme ronde en noir et blanc avec une touche de rose, flirte avec ses peurs, sans perdre son enthousiasme pour la vie. Sergio Andreu, de La Vanguardia, définit ses œuvres comme "des filles comme des tourbillons enveloppées dans un écheveau de cheveux, des images de femmes à l'attitude désinhibée et au discours optimiste".
En 2016, chez le même éditeur, elle a publié Una tal Martina y su monstruo. Dans ce livre, elle nomme son personnage, Martina Rossetto (inspiré par une amie). La protagoniste est une jeune fille voluptueuse qui affronte ses peurs : un monstre qui l'accompagne et représente les insécurités et les conflits intérieurs des gens.
En 2019, elle réalise les illustrations du livre pour enfants African-meninas Liderazgo Femenino en el continente Africano (African-meninas Le leadership des femmes sur le continent africain), coordonné par Karo Moret Miranda, qui fictionne les biographies de femmes leaders africaines,.
En plus de ses illustrations, elle a fait également de nombreuses peintures murales grand format dans des endroits tels que Madrid, Malaga, La Palma, Ciudad de Soria, la Sicile, Trévise, les Pouilles, la Calabre, Saint Louis et l'île de Ngor. Ces peintures murales font partie de projets auxquels Sara Fratini est invitée à participer dans le cadre de thématiques variées. À Malaga, elle a peint le côté de la faculté des beaux-arts de l'UMA à la demande d'Amnesty International, du Plan de Soutien aux Réfugiés de l'UMA et du Festival International de cinéma La Guarimba. Cette fresque, de 18 mètres de long et de 1,5 mètre de hauteur, lui a valu d'être finaliste des World Illustration Awards de l'Association of Illustrators en 2017,.
En 2019, Sara Fratini est invitée par le projet d'art de rue Muros Tabacalera de Madrid pour la sous-direction générale de la promotion des arts plastiques du Ministère de la culture et des sports d'Espagne à peindre l'une des peintures murales de la Tabacalera de Madrid.

## Publications
- (2013). Cartas desde mi cuarto propio : collection 2013. Madrid : Ed. Verkami. Auteurs : Irusta Rodríguez, E. et Fratini, S.  (ISBN 978-84-942279-1-2).

- (2015). La buena vida. Barcelone : Ed. Lumen. Auteur : Fratini, S.  (ISBN 978-84-264-0191-5).
- (2016). Una tal Martina y su monstruo. Barcelone : Ed. Lumen. Auteur : Fratini, S.  (ISBN 978-84-264-0292-9).
- (2019). Africain - Meninas : le leadership des femmes sur le continent africain. Barcelone : Ed. Wanafrica. Auteurs : Moret Miranda, K., et al. Illustrations : Fratini, S. et Cebrián, A.  (ISBN 978-84-17150-77-8).